# Heinrich Troßbach
Heinrich Troßbach (né le 8 mars 1903 à Metz et mort le 8 octobre 1947 à Kulmbach) est un athlète allemand. 

## Biographie
En 1924, il court le 110 mètres haies en 15 s 1, record d'Europe d’alors. Ce record est battu en 1931 par Ferdinand Beschetznick. L'Allemagne ayant été écartée des Jeux olympiques d'été de 1924 à Paris, ce record n'est pas concrétisé par une médaille olympique. Le fils de Troßbach fut en revanche médaillé d'argent lors de la Semaine Internationale du sport universitaire en 1949 à Merano.

### Palmarès
- 1922 : Premier devant Ernst Paulus et Arthur Holz
- 1923 : Premier devant Reinhold Kasten et Stein
- 1925 : Premier devant Morgenroth et Hans Steinhardt
- 1926 : Premier devant Morgenroth et Ewald Schulze
- 1928 : Troisième derrière Hans Steinhardt et Willi Welscher
- 1929 : Deuxième derrière Willi Welscher et vor Erwin Wegner
- 1931 : Troisième derrière Ferdinand Beschetznick und Erwin Wegner

## Sources
- (de) Klaus Amrhein: Biographisches Handbuch zur Geschichte der Deutschen Leichtathletik 1898–2005. 2 vol. Darmstadt, 2005.